# 만성중학교
만성중학교(萬城中學校)는 대한민국 인천광역시 남동구 만수동에 있는 공립 중학교이다.

## 학교 연혁
- 1993년 8월 19일 : 만성중학교 설립인가 15학급
- 1994년 3월 1일 : 초대 김광랑 교장 취임
- 1994년 3월 4일 : 제1회 신입생 입학식 (15학급 790명)
- 1997년 2월 15일 :  제1회 졸업식 (749명 졸업)
- 2021년 9월 1일 : 제10대 김철규 교장 취임
- 2023년 2월 10일 : 제27회 졸업식 (168명, 연 누계 9,270명)
- 2023년 3월 2일 : 제30회 신입생 입학식(8학급 129명)

## 갤러리

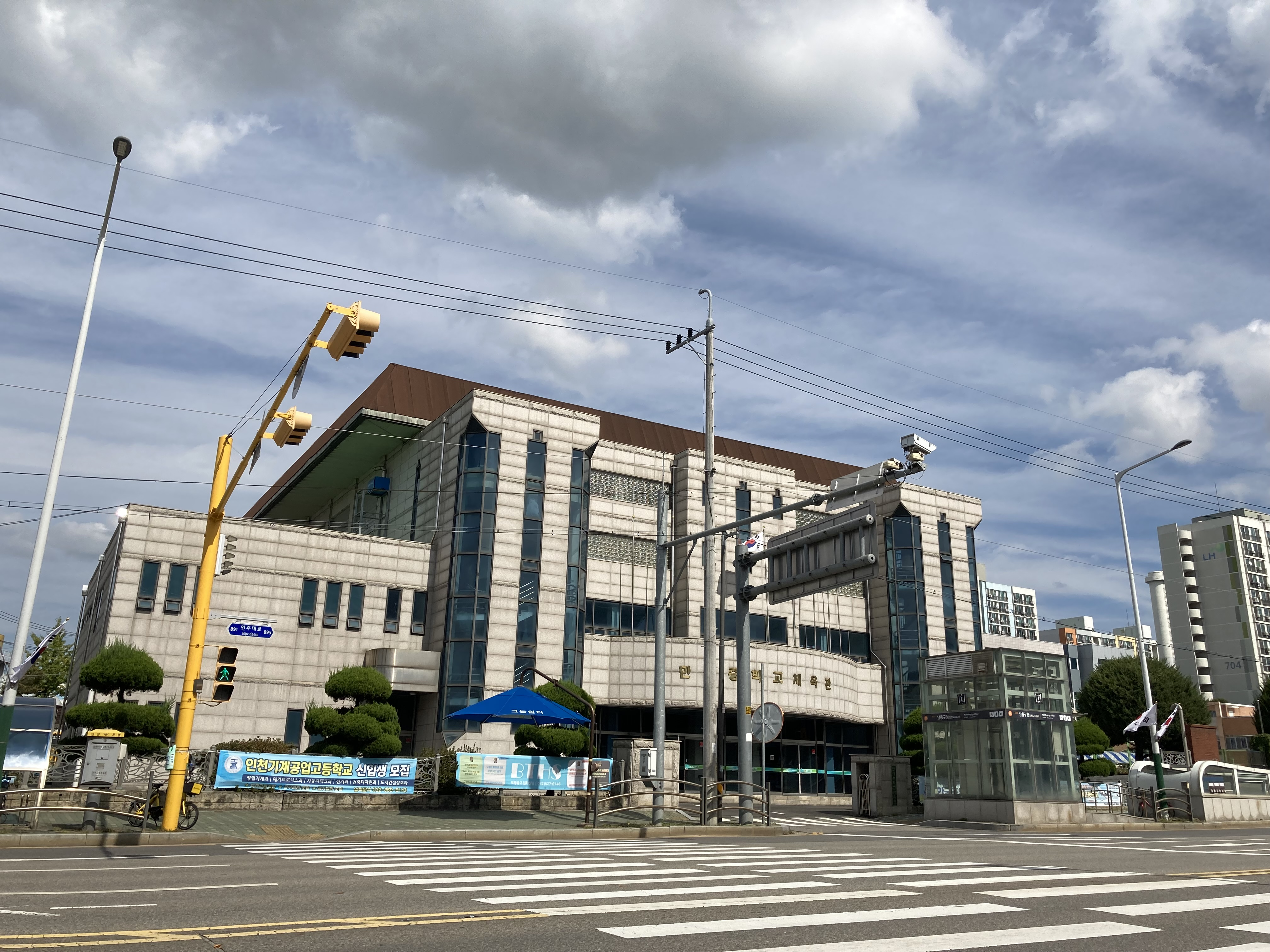
만성중학교의 체육관

## 참고 자료
- 만성중학교 - 한국교육학술정보원 학교알리미